# Syntetisk kubism
Inom kubismen skiljer man mellan analytisk kubism och syntetisk kubism. Den analytiska kubismen analyserar, sönderdelar motivet i små geometriska former och ibland till oigenkännlighet, medan den syntetiska kubismen bildar en syntes, en helhet av redan definierade geometriska figurer. Syntetisk kubism kännetecknas också av att konstverken har karaktär av collage och förenar många olika material.
Kubism är en konstgenre som handlar om att göra saker överdrivet fyrkantiga. Kubismen följer inte alls det traditionella centralperspektivet. Kubismen uppkom omkring 1907, och till dess upphovsmän räknas Pablo Picasso, Georges Braque och Fernand Léger.